# Johann Gehmacher (Steinmetz, 1751)

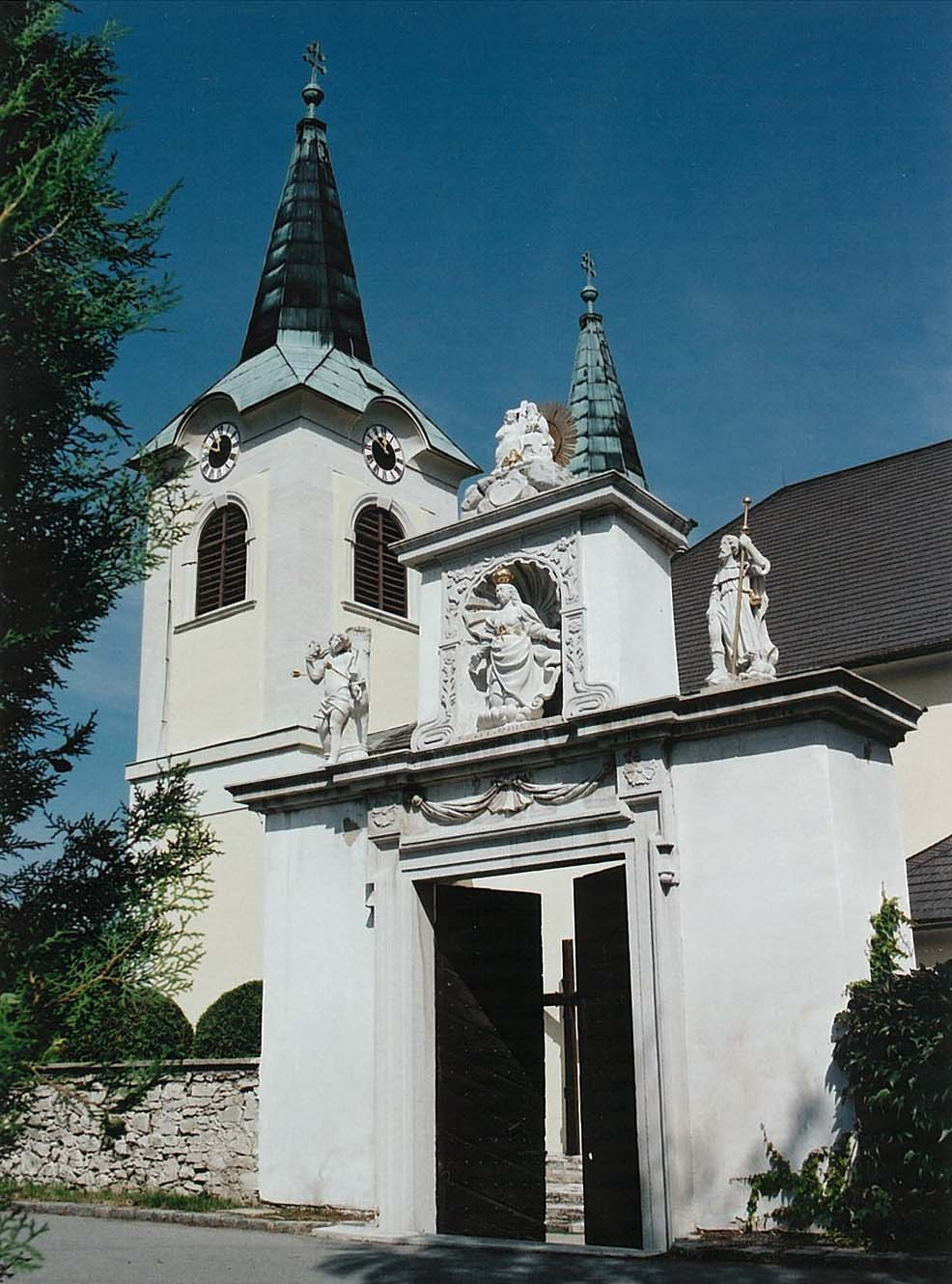
1745 Barockisierte Pfarrkirche Kaisersteinbruch Hll. Rochus und Sebastian

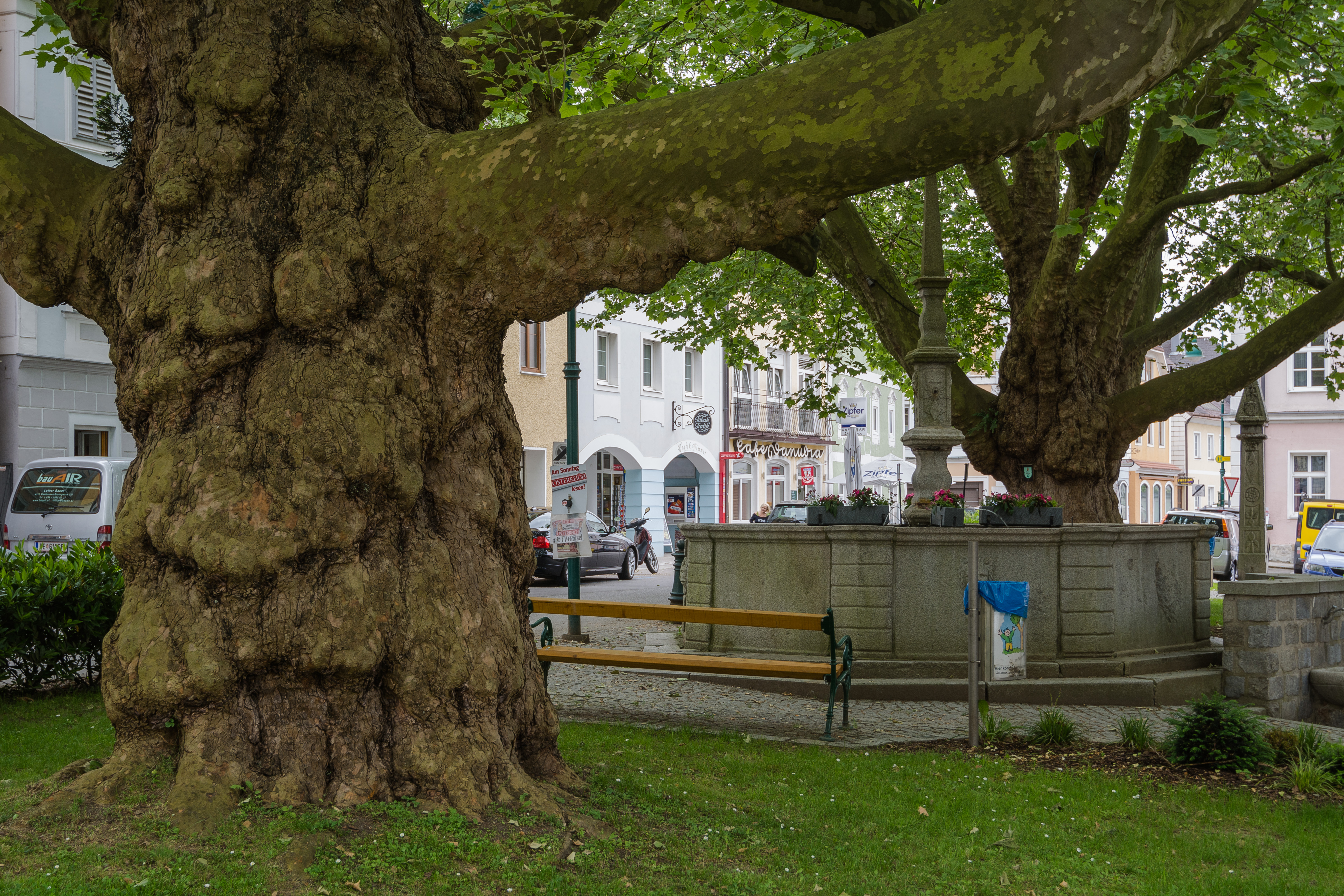
Marktplatz Mauthausen, Brunnen, Pranger, Platane

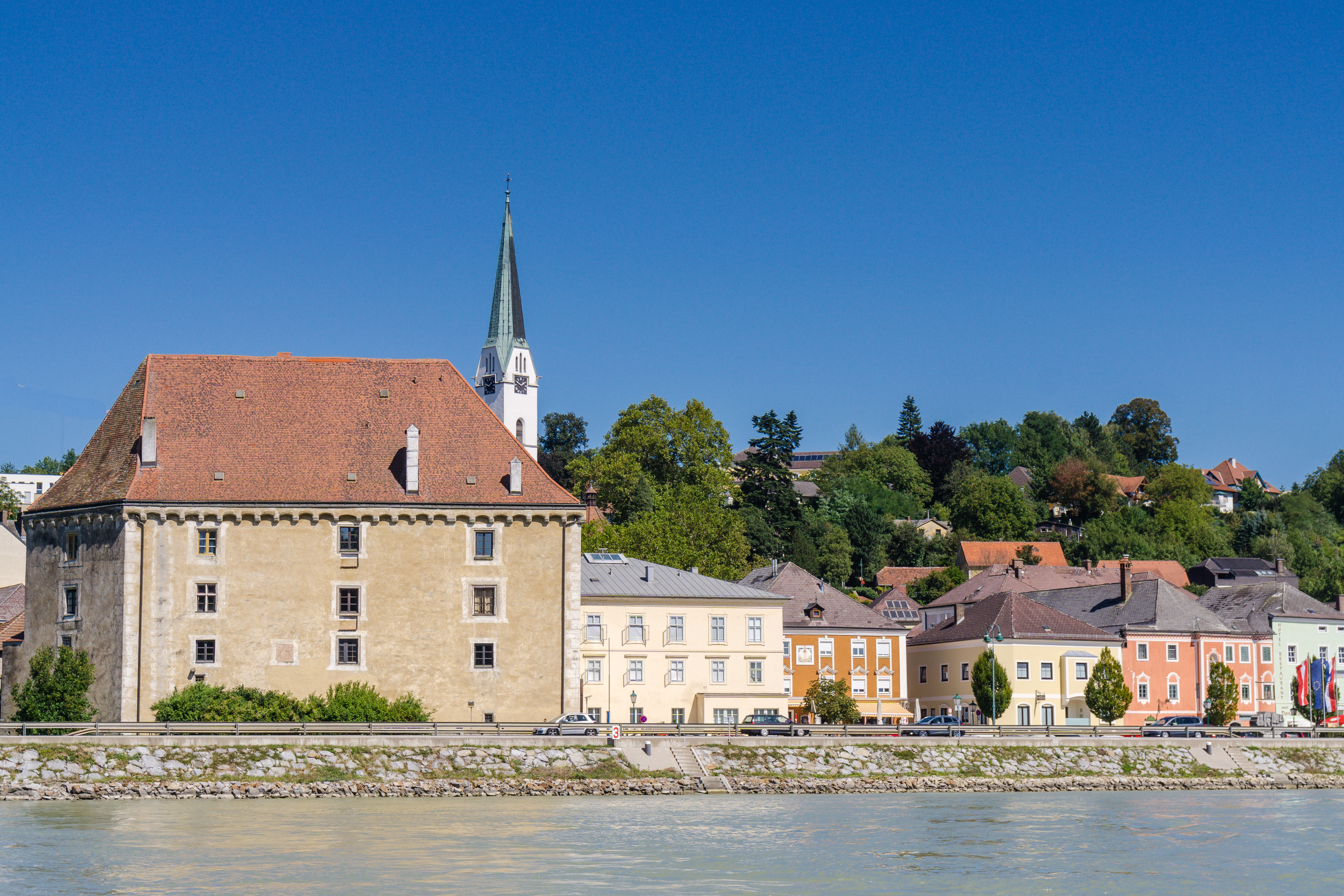
Blick von der Donau auf Mauthausen

Johann Gehmacher (* 19. September 1751 in Kaisersteinbruch, im Königreich Ungarn, jetzt Katastralgemeinde in Bruckneudorf, Burgenland; † 8. November 1821 in Mauthausen) war Steinmetzmeister. Er eröffnete 1781 den ersten Granitsteinbruch in Mauthausen.

## Familie und Ausbildung
Johann Gehmachers Vater Johann Gehmacher I stammte von Holzhausen im Fürsterzbistum Salzburg, lernte das Steinmetzhandwerk in der Wiener Haupthütte und wurde am 17. September 1741 vor offener Lade durch den Meister Jacob Jäger zum Gesellen freigesprochen. Im kaiserlich-königlichen Steinbruch am Leithaberg erwarb er 1746 ein Gut samt Steinbruch. Der junge Meister heiratete 1749 Elisabeth Kazisbergerin, Tochter einer Baumeister- und Steinmetz-Familie. Am 19. September 1751 erfolgte die Geburt des Sohnes Johann. Taufpaten bei den Gehmacher-Kindern waren Steinmetzmeister Johann Michael Strickner und Frau Euphrosina.
Die Mutter starb am 16. März 1756 mit 29 Jahren. Der Vater, Witwer ehelichte am 4. Mai 1756 in der Kapelle der Herrschaft Königshof Theresia Turinsky. Im Grundbuch 1756 war Johann Gehmacher gemeinsam mit Elisabeth mit Haus und einem halben Steinbruch eingetragen. 

### Steinmetzlehre
Johann Gehmacher lernte das Steinmetzhandwerk bei Meister Carl Wasserburger in der Wiener Bauhütte und wurde 1772 freigesprochen.

„Den 17. May 1772 ist Johann Gehmacher von Kaißersteinbruch Bruder worden und hat allhier zu Wien bey Meister Carl Wasserburger gelernt.“

1771 wurde den Zünften das Recht zur Erteilung von Meisterrechten entzogen und den staatlichen Behörden übertragen.

### Heirat
Gehmacher heiratete Euphrosina Fischerin wohl um 1774/1775, nicht in Kaisersteinbruch, sie war Tochter einer Baumeister- und Steinmetzmeister-Familie. Am 6. Dezember 1778 starb Sohn Franz mit drei Jahren. Noch im Jänner 1779 war Gehmacher Trauzeuge in der Kaisersteinbrucher Kirche, als „Wirt allhier“ bezeichnet.

### Reise vom kaiserlichen Steinbruch am Leithaberg nach Mauthausen
Seine Brüder aus der 2. Ehe des Vaters, Malachias und Fabian Gehmacher wählten den geistlichen Weg, die Brüder Michael (* 1763) und Karl (* 1766) wurden Steinmetzmeister in Kaisersteinbruch. Der Vater war von 1766 bis 1777 amtierender Richter und starb 1782.
Johann jun., als ältester Sohn der vorgesehene Nachfolger der Gehmacher-Steinmetzhütte, wurde zum herrschaftlichen Gastwirt bestellt, zugleich war er jugendlicher Herbergsvater für alle eintretenden Wandergesellen. Die Steinmetzen und Maurer waren durch die Bruderschaften intensiv vernetzt, noch nicht bekannte Umstände müssen ihn bewogen haben, sich von seiner Familie zu trennen, welche eigentlich nicht existierte, einzig der Vater lebte noch. Er verließ endgültig den kaiserlichen Steinbruch.

## Eröffnung eines großen Granitsteinbruchs in Mauthausen
Johann Gehmacher jun. begab sich über Sarmingstein nach Mauthausen. Er eröffnete 1781 den „Heinrichsbruch“ nahe dem Bahnhof Mauthausen. So beschreibt Josef Stummer die damalige Situation.
- Kinder von Johann jun. und Euphrosina (Auswahl): Karl (* 1785); Elisabeth (* 1796); Friedrich (* 1800).[17]

### Granit aus dem Heinrichsbruch
In Wien lief ein Preisausschreiben „Zur Auffindung des besten Steins zu einer Pflasterung der Straßen Wiens“. Gehmacher legte Mustersteine aus Mauthausener Granit vor und erhielt einen Preis von 100 Dukaten. Die Einführung des „Wiener Granitpflasters“ – seit 1780 – richtig in Gang gekommen erst nach den Franzosenkriegen – brachte Mauthausen einen wirtschaftlichen Erfolg.
1807 lieferte er die Steine für das Denkmal Josef II. am Josefsplatz bei der Wiener Hofburg. Damit machte er den Mauthausener Granit so bekannt, dass König Ludwig in Bayern für das Denkmal Max I. den grauen feinkörnigen Granit aus dem Heinrichsbruch wünschte.

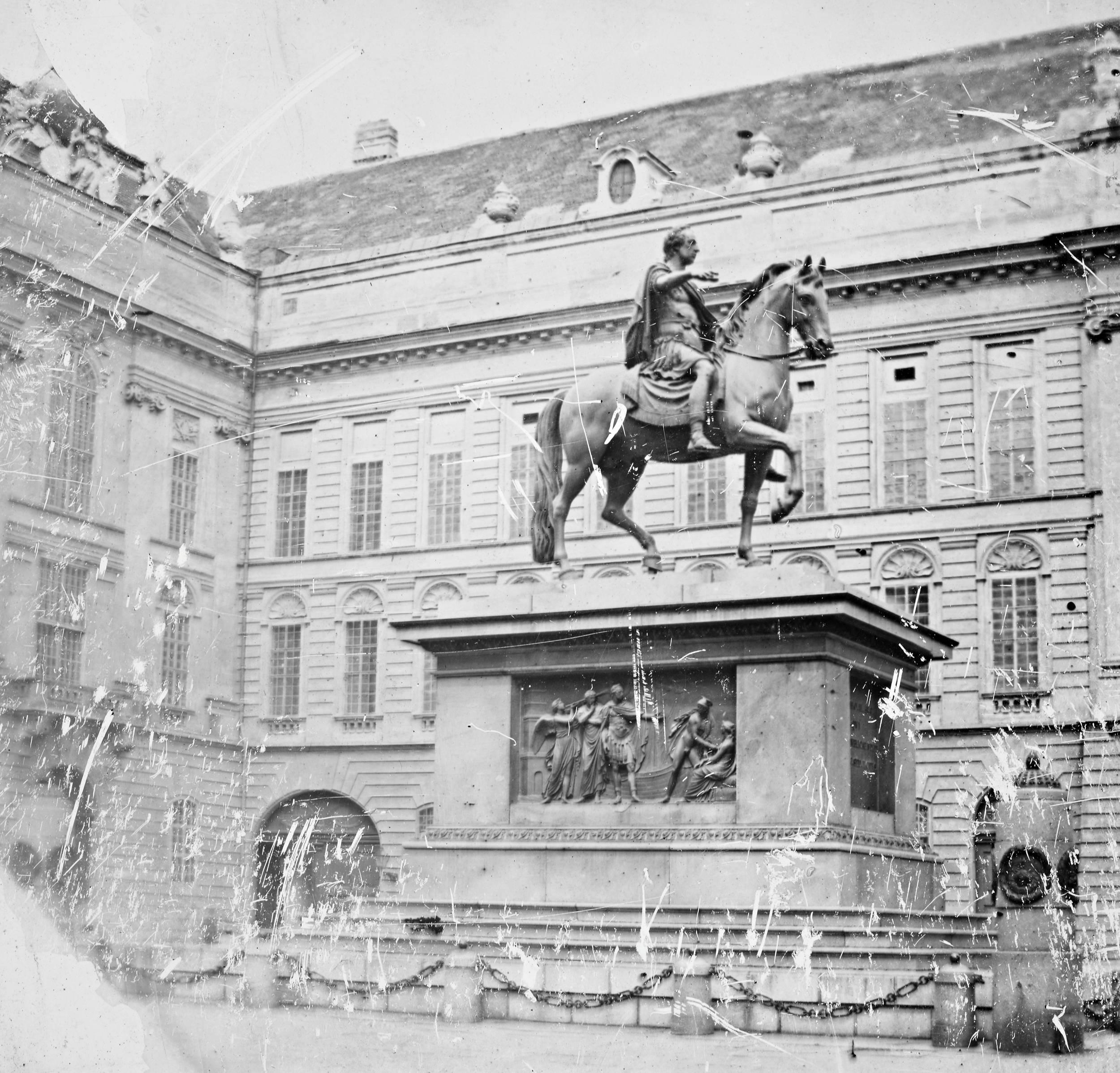
Reiterstatue Kaiser Joseph II. Josephsplatz Wien. Archivbild 1890
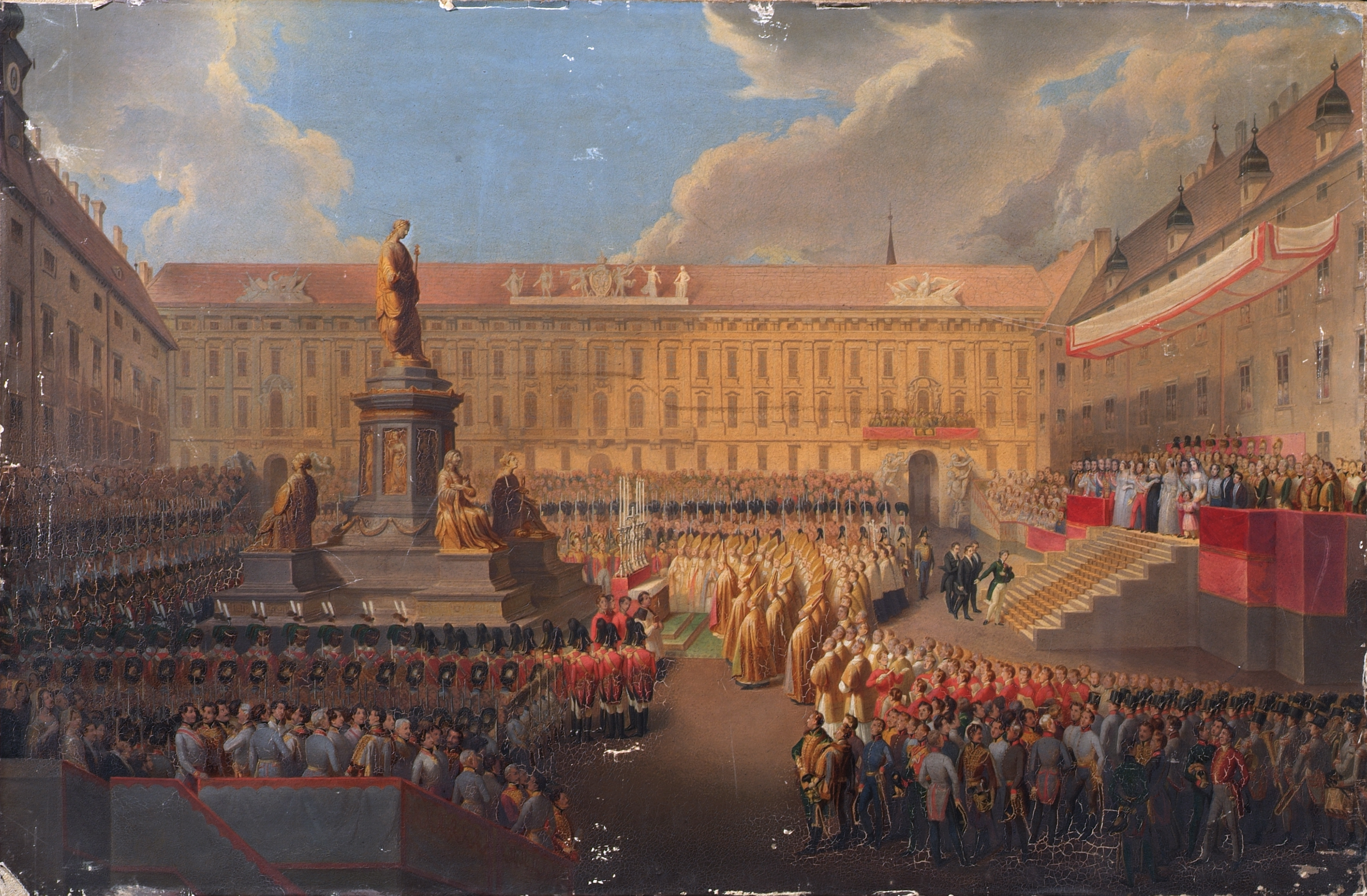
Denkmal Kaiser Franz II./I. Innerer Burghof, Gemälde der Enthüllung: Leopold Bucher, 1846
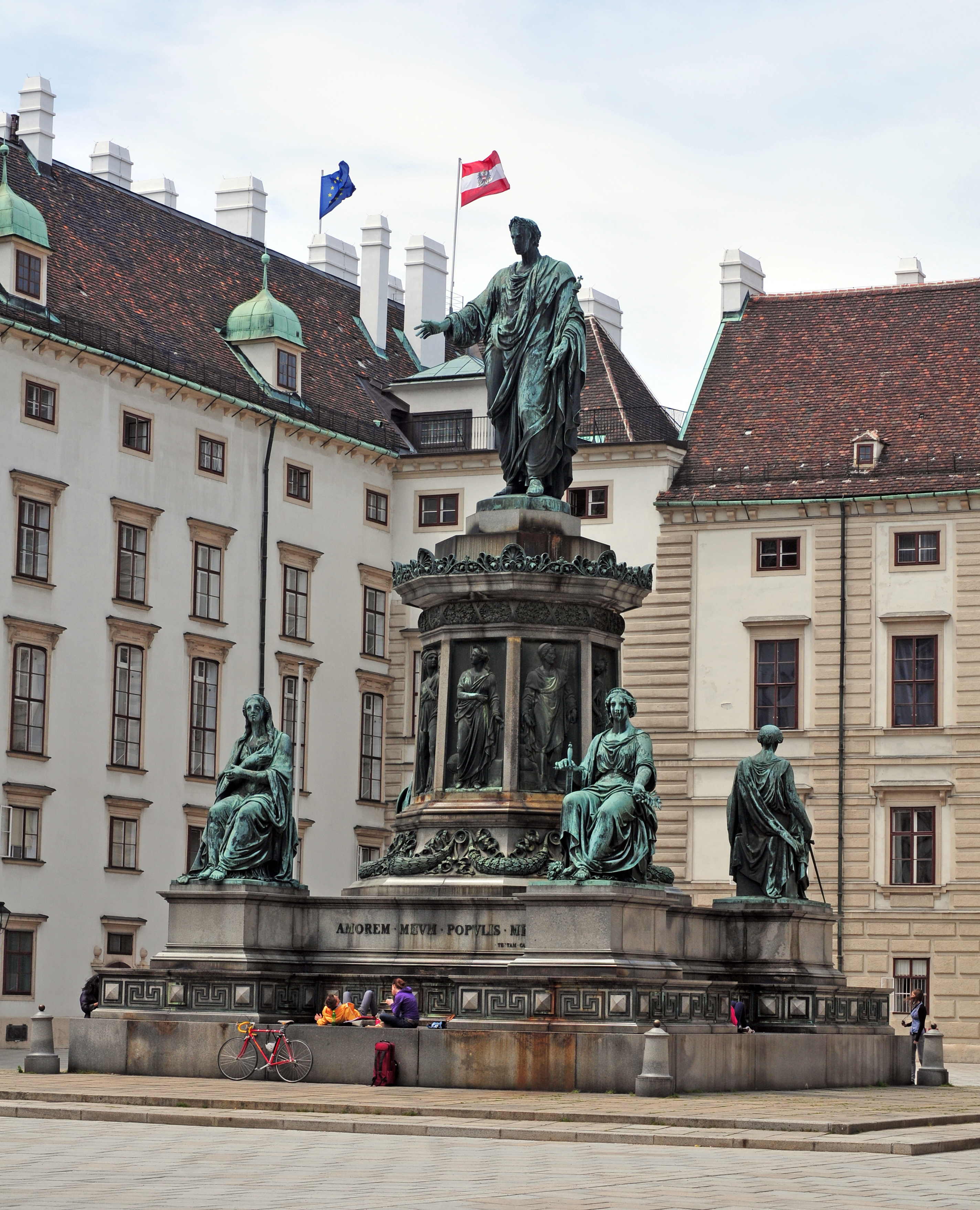
Gegenwart

### Friedrich Gehmacher
Friedrich Gehmacher war ein Sohn des Johann Gehmacher jun., am 25. Feber 1800 in Mauthausen geboren. Er konnte mit dem Steinmetzauftrag für das Denkmal Kaiser Franz II/I im großen Wiener Burghof ein Meisterwerk liefern.
- → Hauptartikel: „Die Entstehung der Ersten Steinbrüche in Mauthausen“ im Artikel Mauthausner Steinindustrie

## Tod
In seiner Todesmatrikel Mauthausen, vom 8. November 1821, wurde er als Steinmetzmeister bezeichnet.

## Archivalien
- Wiener Stadt- und Landesarchiv: Steinmetzakten.
- Stift Heiligenkreuz Archiv: Kirchenbücher, Register.